# 일수벌금제
일수벌금제(日收罰金制, 영어: day-fine, day fine, unit fine, structured fine)는 범죄자의 하루 수입을 단위로 벌금을 매기는 제도이다. 범죄에 대한 처벌은 일정 기간의 구속 또는 벌금으로 정해진다. 구속은 일정 기간 일을 할 수 없도록 하는 경제적 처벌이듯, 일수벌금제 역시 하루의 소득을 벌금으로 회수하는 처벌에 해당한다. 고소득자와 저소득자가 같은 기간을 교도소에서 복역하듯, 벌금도 유사하게 소득에 비례해서 매긴다. 1921년 핀란드에서 처음 도입되었다.
핀란드(핀란드어: päiväsakko), 스웨덴(스웨덴어: dagsbot), 덴마크(덴마크어: dagsbøde), 크로아티아, 독일(독일어: Tagessatz), 스위스, 마카오 등이 일수벌금제를 채택하고 있다.

## 같이 보기
- 허경영 - 국내에서 가장 먼저 재산비례 벌금제를 주장